# 왕숙천
왕숙천(王宿川)은 대한민국 한강의 제1 지류이며 경기도 포천시 내촌면 신팔리 수원산에서 발원하여 남양주시를 거쳐 구리시 토평동에서 한강과 합류하는 지방 하천이다. 금곡천 등 각지의 8개의 지류에서 본류 역할을 하고 있다. 명칭의 유래에 대해서는, 조선 태조가 제위에서 물러나고 상왕으로 있을 당시, 남양주시 팔야리에서 8일을 머물러 왕숙천이 되었다는 설과, 역시 조선 세조를 안장하여 "왕이 깊이 잠들다"는 뜻에서 붙였다는 설 등이 있다.
신증동국여지승람에서는 풍양천(豊壤川)으로, 여지도서에서는 왕숙탄(王宿灘)으로, 대동지지에서는 왕산천(王山川)으로 기록하고 있다. 일부 지역민은 완산내라고도 부른다.
지리적으로는 구리시와 남양주시의 경계 역할을 하고 있다. 남양주시의 신도시인 왕숙신도시의 명칭의 유래이기도 하다.

## 같이 보기
- 왕숙천 단층
- 왕숙신도시